# Замахи на колаборантів та окупаційних чиновників під час вторгнення в Україну
Це перелік замахів на колаборантів та окупаційних чиновників, які відбулися під час вторгнення російських військ в Україну починаючи за 24 лютого 2022. Червоним кольором позначено летальний результат, жовтим — поранення. Також подано тих, хто загинув у бою та від ракетних ударів.

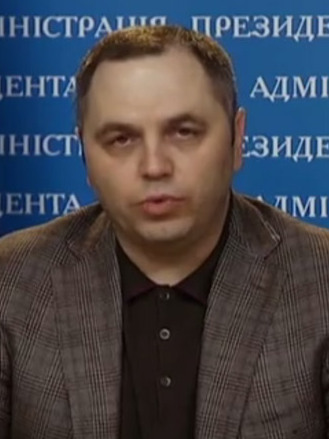
Андрій Портнов
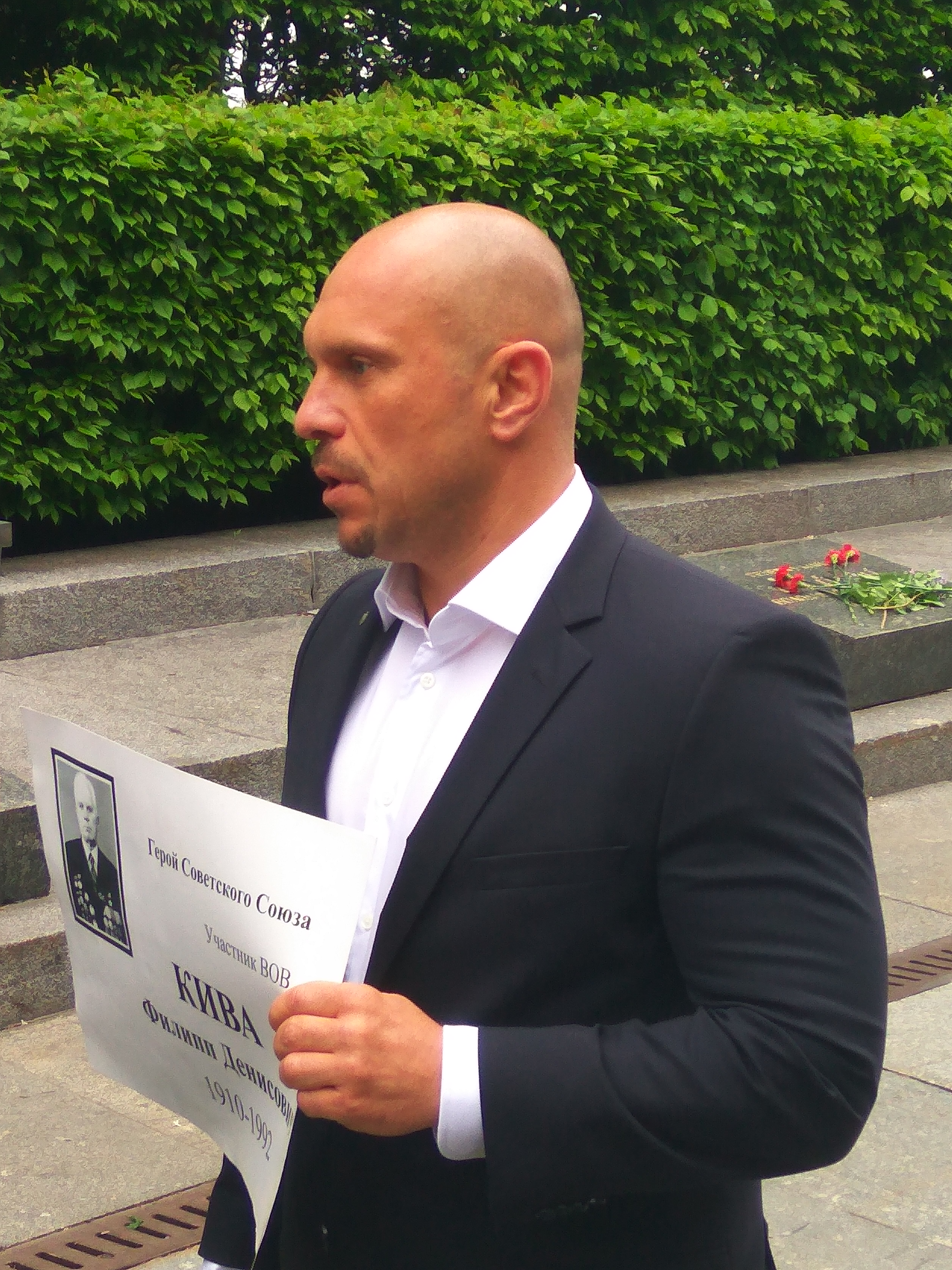
Ілля Кива
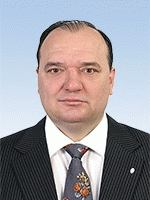
Володимир Струк
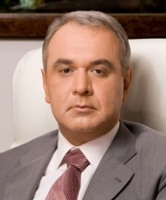
Давид Жванія
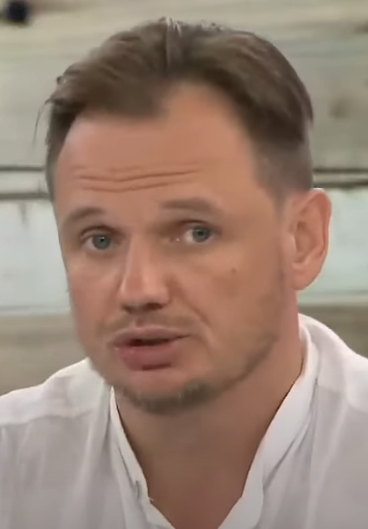
Кирило Стремоусов
Владлен Татарський (Максим Фомін)

## Замахи на колаборантів та окупаційних чиновників з-поміж українських громадян
У переліку наведена інформація про 185 випадків, з яких 137 летальні (станом на травень 2025 року).
| #   | дата       | імʼя                              | місце замаху                  | статус | подробиці                                                                          |
| --- | ---------- | --------------------------------- | ----------------------------- | --- | ---------------------------------------------------------------------------------- |
| 1   | 02.03.2022 | Струк Володимир Олексійович       | Кремінна, Україна             | колаборант, мер Кремінної, екс-депутат від проросійської партії ОПЗЖ | помер від вогнепального поранення                                                  |
| 2   | 05.03.2022 | Жога Володимир Артемович          | Волноваха, Україна            | проросійський бойовик | убитий під час боїв за Волноваху                                                   |
| 3   | 09.03.2022 | Солодкий Вадим Петрович           | Сартана, Україна              | колаборант, український футболіст | загинув під час боїв за Маріуполь на стороні російських загарбників                |
| 4   | 10.03.2022 | Ємченко Володимир Вадимович.      | Маріуполь, Україна            | колаборант, головний технолог локомотивного депо Дебальцевого | убиті під час боїв за Маріуполь на стороні російських загарбників                  |
| 5   | 10.03.2022 | Сафронов Олексій Олексійович      | Маріуполь, Україна            | колаборант з Краматорська, колишній працівник спецпідрозділу «Беркут», учасник терористичних бандформувань                                                                                             | убиті під час боїв за Маріуполь на стороні російських загарбників                  |
| 6   | 13.03.2022 | Гончаров Сергій Володимирович     | Білозірка, Україна            | колаборант, юридичний консультант на підприємствах Донецька та Ясинуватої | загинув під час бойових дій на боці росіян                                         |
| 7   | 14.03.2022 | Гордієнко Тарас Іванович          | Докучаєвськ, Україна          | бойовик, колишній очільник батальйону «Восток» («Б-2»), лейтенант «народної міліції ДНР» | загинув під час боїв за Маріуполь на стороні російських загарбників                |
| 8   | 20.03.2022 | Слободчиков Павло Сергійович      | Херсон, Україна               | представник окупаційної влади, помічник гауляйтера Херсонської області Володимира Сальдо | помер від вогнепального поранення                                                  |
| 9   | 25.03.2022 | Іванов Олександр Володимирович    | Маріуполь, Україна            | колаборант, начальник ремонтного цеху Ясинуватського машинобудівного заводу (2018—2022) | ліквідований під час боїв за Маріуполь на боці росіян                              |
| 10  | 25.03.2022 | Чайка Юрій Юрійович               | Андріївка, Україна            | колаборант, графіст служби перевезень залізничної станції Ясинувата | ліквідований в ході бойових дій на боці росіян                                     |
| 11  | 27.03.2022 | Ржавський Олександр Миколайович   | Буча, Україна                 | колаборант | розстріляний окупантами через побутову сварку                                      |
| 12  | 29.03.2022 | Добрицький Олександр Михайлович   | Маріуполь, Україна            | колаборант, слюсар по ремонту рухомого складу вагонного депо станції Ясинувата | загинув під час боїв за Маріуполь на боці росіян                                   |
| 13  | 01.04.2022 | Жаров Анатолій Олександрович      | Маріуполь, Україна            | історик, краєзнавець та пропагандист | загинув під час боїв за Маріуполь на боці росіян                                   |
| 14  | 04.04.2022 | Трофименко Олег Ігорович          | Маріуполь, Україна            | колаборант, провідний інженер сектора безпеки руху компанії «Залізні дороги Донбасу» | убиті під час бойових дій на боці російських окупантів під час боїв за Маріуполь   |
| 15  | 04.04.2022 | Дмитрюк Андрій Андрійович         | Маріуполь, Україна            | колаборант, студент | убиті під час бойових дій на боці російських окупантів під час боїв за Маріуполь   |
| 16  | 07.04.2022 | Короткий Артем Олексійович        | Маріуполь, Україна            | колаборант, охоронець-стрілок Ясинуватського загону воєнізованої охорони Донецької залізниці (2019—2022)                                                                                               | ліквідований під час боїв за Маріуполь на боці росіян                              |
| 17  | 07.04.2022 | Пунтус Вадим Сергійович           | Новобахмутівка, Україна       | колаборант, оператор станка з числовим програмним управлінням по переробці металічних відходів на Ясинуватському машинобудівному заводі (до 2017 року), учасник незаконних бандформувань (з 2017 року) | ліквідований внаслідок бойових дій на боці росіян                                  |
| 18  | 08.04.2022 | Фертіх Назар Валентинович         | Маріуполь, Україна            | колаборант, лікар Ясинуватської центральної районної лікарні | загинув у ході боїв за Маріуполь на боці росіян                                    |
| 19  | 12.04.2022 | Звягінцев Микола                  | Маріуполь, Україна            | музикант, джазмен Донецької академічної філармонії | загинув під час боїв за Маріуполь на боці росіян                                   |
| 20  | 20.04.2022 | Кулешов Валерій Юрійович          | Херсон, Україна               | блогер, помічник заступника голови окупаційної адміністрації Херснонщини Кирила Стремоусова | помер від вогнепального поранення                                                  |
| 21  | 29.04.2022 | Шароградський Павло Олександрович | Новоайдар, Україна            | колаборант | помер унаслідок вогнепального поранення                                            |
| 22  | 09.05.2022 | Жванія Давид Важаєвич             | Новопокровка, Україна         | колаборант | загинув від артилерійського обстрілу                                               |
| 23  | 22.05.2022 | Кошелєв Олександр Сергійович      | Авдіївка, Україна             | колаборант, учасник незаконних бандформувань | ліквідований внаслідок бойових дій на боці росіян                                  |
| 24  | 22.05.2022 | Шевчик Андрій Володимирович       | Енергодар, Україна            | представник окупаційної влади | потрапив до реанімації внаслідок вибуху                                            |
| 25  | 30.05.2022 | Домашенко Павло Олегович          | Славне, Україна               | колаборант, обслуговувач пасажирських поїздів вагонного депо Донецька | загинув внаслідок бойових дій на боці росіян                                       |
| 26  | 18.06.2022 | Соболєв Євген Олександрович       | Херсон, Україна               | представник окупаційної влади | поранений внаслідок вибуху                                                         |
| 27  | 22.06.2022 | Турульов Юрій Валерійович         | Чорнобаївка, Україна          | голова окупаційної адміністрації Чорнобаївки | поранений внаслідок вибуху                                                         |
| 28  | 24.06.2022 | Савлученко Дмитро Михайлович      | Херсон, Україна               | начальник управління сім'ї, молоді та спорту в окупаційній адміністрації Херсонської області | загинув від вибуху                                                                 |
| 29  | 05.07.2022 | Козак Юрій Іванович               | Миколаївка, Україна           | колаборант, учасник незаконних бандформувань | ліквідований у ході бойових дій на боці росіян                                     |
| 30  | 07.07.2022 | Томко Сергій Олександрович        | Нова Каховка, Україна         | представник окупаційної влади | помер від внаслідок вогнепальних поранень                                          |
| 31  | 10.07.2022 | Юнаков Євген Олександрович        | Великий Бурлук, Україна       | представник окупаційної влади | загинув від вибуху                                                                 |
| 32  | 03.08.2022 | Качура Ольга Сергіївна            | Горлівка, Україна             | колаборантка, представниця окупаційної влади | загинула під час обстрілу                                                          |
| 33  | 05.08.2022 | Сальдо Володимир Васильович       | Херсон, Україна               | представник окупаційної влади | з 6 серпня перевезений до реанімації токсикологічного відділення                   |
| 34  | 06.08.2022 | Гура Віталій Володимирович        | Нова Каховка, Україна         | представник окупаційної влади | поранений внаслідок вогнепального поранення                                        |
| 35  | 07.08.2022 | Коврик Андрій Сергійович          | Авдіївка, Україна             | колаборант, учасник незаконних бандформувань | ліквідований внаслідок бойових дій на боці росіян                                  |
| 36  | 12.08.2022 | Лайшев Аскяр Ахатійович           | Старобільськ, Україна         | представник окупаційної влади | загинув від вибуху                                                                 |
| 37  | 12.08.2022 | Шостак Олег Леонідович            | Мелітополь, Україна           | представник окупаційної влади | загинув від вибуху                                                                 |
| 38  | 18.08.2022 | Брехунець Анатолій Федорович      | Світлодарськ, Україна         | ймовірний представник окупаційної влади | загинув унаслідок артилерійського обстрілу                                         |
| 39  | 23.08.2022 | Телегін Ігор Євгенович            | Херсон, Україна               | представник окупаційної влади | поранений внаслідок вибуху                                                         |
| 40  | 24.08.2022 | Сушко Іван Вікторович             | Михайлівка, Україна           | представник окупаційної влади | загинув від вибуху                                                                 |
| 41  | 26.08.2022 | Голишкін Євген Олександрович      | Донецьк, Україна              | колаборант, один з керівників організації «Боротьба», куди під час Революції Гідності збиралися «тітушки» для нападу на протестуючих, учасник незаконних бандформувань                                 | помер від поранень, отриманих внаслідок бойових дій, у лікарні                     |
| 42  | 26.08.2022 | Колесніков Олександр Вадимович    | Бердянськ, Україна            | представник окупаційної влади | загинув від вибуху                                                                 |
| 43  | 26.08.2022 | Рижков Андрій Іванович            | Михайлівка, Україна           | керівник окупантської поліції | загинув                                                                            |
| 44  | 28.08.2022 | Ковальов Олексій Іванович         | Гола Пристань, Україна        | колаборант, народний депутат України від партії «Слуга народу» | загинув від ножового поранення                                                     |
| 45  | 28.08.2022 | Липодаєв Андрій Вікторович        | Благодатівка, Україна         | колаборант, головний інженер дирекції керування рухом «Донецька залізниця» | загинув під час бойових дій на боці росіян                                         |
| 46  | 06.09.2022 | Бардін Артем                      | Бердянськ, Україна            | комендант міста Бердянськ | помер від вибуху                                                                   |
| 47  | 08.09.2022 | Онищук Юрій Петрович              | Мелітополь, Україна           | колаборант | помер від вибуху                                                                   |
| 48  | 10.09.2022 | Прусаков Олексій Миколайович      | Бахмут, Україна               | колаборант, слюсар «Дніпроенерго» у Енергодарі (до 2022 року), бойовик ПВК «Вагнер» | ліквідований внаслідок бойових дій на боці росіян                                  |
| 49  | 12.09.2022 | Томіліна Тетяна Юріївна           | Херсон, Україна               | представниця окупаційної влади | поранена внаслідок вибуху, 12 вересня перевезена до реанімації                     |
| 50  | 16.09.2022 | Бойко Олег Вадимович              | Мелітополь, Україна           | представник окупаційної влади | помер від вогнепального поранення                                                  |
| 51  | 16.09.2022 | Бойко Людмила                     | Мелітополь, Україна           | представниця окупаційної влади | померла від вогнепального поранення                                                |
| 52  | 16.09.2022 | Горенко Сергій Сергійович         | Луганськ, Україна             | представник окупаційної влади | помер від вибуху                                                                   |
| 53  | 16.09.2022 | Стегленко Катерина Миколаївна     | Луганськ, Україна             | представниця окупаційної влади | померла від вибуху                                                                 |
| 54  | 16.09.2022 | Алла Бархатнова                   | Херсон, Україна               | представниця окупаційної влади | постраждала внаслідок обстрілу приміщення суду                                     |
| 55  | 18.09.2022 | Стефанков Денис Михайлович        | Мелітополь, Україна           | представник окупаційної влади | помер від вибуху                                                                   |
| 56  | 23.09.2022 | Дерябіна Оксана                   | Мелітополь, Україна           | представниця окупаційної влади | померла від вибуху                                                                 |
| 57  | 23.09.2022 | Дерябін Сергій                    | Мелітополь, Україна           | представник окупаційної влади | помер від вибуху                                                                   |
| 58  | 25.09.2022 | Журавко Олексій Валерійович       | Херсон, Україна               | колаборант | помер від ракетного удару                                                          |
| 59  | 29.09.2022 | Шапурова Олена                    | Мелітополь, Україна           | представниця окупаційної влади | поранена внаслідок вибуху                                                          |
| 60  | 30.09.2022 | Катеринічев Олексій Вікторович    | Херсон, Україна               | представник окупаційної влади | помер від ракетного удару                                                          |
| 61  | 07.10.2022 | Кошелєв Андрій Володимирович      | Білозерка, Україна            | представник окупаційної влади | поранений унаслідок вибуху                                                         |
| 62  | 09.10.2022 | Гоптар Артем Леонідович           | Новорайськ, Україна           | колаборант, збірник металоконструкцій на Ясинуватському машинобудівному заводі | загинув під час бойових дій на боці росіян                                         |
| 63  | 14.10.2022 | Бобровський Віталій Сергійович    | Володимирівка, Україна        | колаборант, слюсар по ремонту тепловозів у локомотивному депо Ясинуватої | загинув внаслідок бойових дій на боці росіян                                       |
| 64  | 31.10.2022 | Іщук Павло Володимирович          | Бердянськ, Україна            | представник окупаційної влади | поранений унаслідок вибуху                                                         |
| 65  | 09.10.2022 | Полов'янов Денис Олегович         | Кремінна, Україна             | колаборант, пожежник т.зв. «МНС ЛНР», поліцейський т.зв. «МНС ЛНР» | ліквідований внаслідок бойових дій на боці росіян                                  |
| 66  | 06.11.2022 | Лисенко Олександр Валентинович    | Кирилівка, Україна            | колаборант, старший інспектор відділу технічного аналізу апарату безпеки руху поїздів та автотранспорту компанії «Донецька залізниця»                                                                  | загинув унаслідок влучання в розташування російських військових, де він знаходився |
| 67  | 08.11.2022 | Жуков Михайло Валерійович         | Красногорівка, Україна        | колаборант, депутат «Народної ради ДНР» | убитий під час бойових дій на боці росіян                                          |
| 68  | 09.11.2022 | Стремоусов Кирило Сергійович      | район м. Генічеськ, Україна   | представник окупаційної влади | загинув «унаслідок ДТП»                                                            |
| 69  | 11.11.2022 | Бойко Андрій                      | Мелітополь, Україна           | представник окупаційної влади | поранений унаслідок вибуху                                                         |
| 70  | 14.11.2022 | Зубарєв Максим Юрійович           | Якимівка, Україна             | представник окупаційної влади | поранений унаслідок вибуху                                                         |
| 71  | 30.11.2022 | Кошель Олексій                    | Токмак, Україна               | представник окупаційної влади | загинув від артилерійського обстрілу                                               |
| 72  | 06.12.2022 | Пирогова Марина Володимирівна     | Донецьк, Україна              | представниця окупаційної влади | загинула від артилерійського обстрілу                                              |
| 73  | 06.12.2022 | Волик Микола Леонтійович          | Мелітополь, Україна           | колаборант | поранений унаслідок вибуху                                                         |
| 74  | 10.12.2022 | Гаманін Ілля                      | Бахмут, Україна               | колаборант з Куп'янська | загинув під час бойових дій                                                        |
| 75  | 12.12.2022 | Булюк Віталій Вікторович          | Скадовськ, Україна            | колаборант | поранений унаслідок вибуху                                                         |
| 76  | 21.12.2022 | Рогозін Дмитро Олегович           | Донецьк, Україна              | представники окупаційної влади | поранені внаслідок вибуху                                                          |
| 77  | 21.12.2022 | Хоценко Віталій Павлович          | Донецьк, Україна              | представники окупаційної влади | поранені внаслідок вибуху                                                          |
| 78  | 21.12.2022 | Приходько Іван Сергійович         | Донецьк, Україна              | представники окупаційної влади | поранені внаслідок вибуху                                                          |
| 79  | 22.12.2022 | Штепа Андрій Миколайович          | Каховка, Україна              | представник окупаційної влади | загинув від внаслідок вибуху                                                       |
| 80  | 23.12.2022 | Блавацький Андрій                 | Мелітополь, Україна           | представник окупаційної влади | поранений внаслідок вибуху                                                         |
| 81  | 12.01.2023 | Сеікаєв Олександр                 | Токмак, Україна               | командир медичного батальйону російської окупаційної армії | загинув від обстрілу центральної лікарні                                           |
|     |            |                                   |                               | |                                                                                    |
| 82  | 03.02.2023 | Кузьмін Євген Андрійович          | Енергодар, Україна            | колаборант | загинув від вибуху                                                                 |
| 83  | 12.02.2023 | Баришніков Кирило Сергійович      | Мала Токмачка, Україна        | колаборант, екс-начальник відділу інформаційної політики «міністерства освіти і науки ДНР» | загинув під час бойових дій на боці російських загарбників                         |
| 84  | 15.02.2023 | Довгий Артем Анатолійович         | Водяне, Україна               | колаборант, ревізор по безпеці руху «Донецька залізниця», сапер | загинув внаслідок бойових дій на боці росіян                                       |
| 85  | 07.03.2023 | Ужва Сергій                       | Херсон, Україна               | колаборант, активіст мотобайкерського руху «Нічні Вовки» | загинув під час бойових дій на боці росіян                                         |
| 86  | 14.03.2023 | Ткач Іван                         | Мелітополь, Україна           | колаборант | загинув від вибуху                                                                 |
| 87  | 14.03.2023 | Гура Віталій Володимирович        | Нова Каховка, Україна         | колаборант | поранений унаслідок вибуху, другий замах за час вторгнення                         |
| 88  | 17.03.2023 | Москаленко Сергій Вікторович      | Ювілейне, Україна             | колаборант, окупаційний начальник ізолятора тимчасового тримання Скадовська | загинув від вибуху                                                                 |
| 89  | 27.03.2023 | Москвін Михайло Володимирович     | Маріуполь, Україна            | начальник окупаційної поліції | поранений внаслідок вибуху                                                         |
| 90  | 02.04.2023 | Фомін Максим Юрійович             | Санкт-Петербург, РФ           | колаборант, пропагандист | загинув від вибуху                                                                 |
| 91  | 03.04.2023 | Зубарєв Максим Юрійович           | Мелітополь, Україна           | колаборант | поранений унаслідок вибуху                                                         |
| 92  | 27.04.2023 | Міщенко Олександр Сергійович      | Мелітополь, Україна           | колаборант, заступник начальника окупаційного УМВС "Мелітопольсьске" | загинув від вибуху                                                                 |
| 93  | 27.04.2023 | Акімов Юрій                       | Мелітополь, Україна           | колаборант | поранений унаслідок вибуху                                                         |
| 94  | 15.05.2023 | Корнет Ігор Олександрович         | Луганськ, Україна             | представник окупаційної влади | поранений унаслідок вибуху                                                         |
| 95  | 07.06.2023 | Лаврентьєв Василь Валерійович     | Новодонецьке, Україна         | колаборант, представник незаконних бандформувань | ліквідований під час бойових дій на боці росіян                                    |
| 96  | 19.06.2023 | Єпіфанов Володимир                | Сімферополь, Україна          | представник окупаційної влади | поранений унаслідок вибуху                                                         |
| 97  | 04.07.2023 | Бакаєв Андрій Вікторович          | Микільське, Україна           | колаборант з Макіївки, експедитор на продуктовій базі | загинув внаслідок бойових дій на боці росіян                                       |
| 98  | 13.07.2023 | Бондін Сергій                     | Горлівка, Україна             | колаборант, пожежник т.зв. «МНС ДНР» | загинув від обстрілу                                                               |
| 99  | 21.07.2023 | Гонтаренко Денис Миколайович      | Веселе, Україна               | колаборант, студент окупаційного «Ясинуватського будівельного технікуму» | ліквідований внаслідок бойових дій на боці росіян                                  |
| 100 | 22.07.2023 | Журавко Георгій Володимирович     | Олешки, Україна               | представник окупаційної влади | підрив будинку, 2-й замах за час вторгнення на особу з прізвищем Журавко           |
| 101 | 09.08.2023 | Філін Максим                      | Лазурне, Україна              | колаборант, представник окупаційної влади, пропагандист | поранений внаслідок ракетного удару по будівлі окупаційної адміністрації           |
| 102 | 16.08.2023 | Ракша Микола Олексійович          | Раденськ, Україна             | колаборант | загинув                                                                            |
| 103 | 24.08.2023 | Реймер Олександр                  | Кам’янка-Дніпровська, Україна | представник окупаційної влади | поранений внаслідок атаки БпЛА                                                     |
| 104 | 03.09.2023 | Бестік Олексій Сергійович         | Мар'їнка, Україна             | колаборант, електромонтер кабельних мереж Ясинуватського району (2013—2020) | загинув внаслідок бойових дій на боці росіян                                       |
| 105 | 09.09.2023 | Черевко Євген Вікторович          | Опитне, Україна               | колаборант, машиніст дизель-поїзду у Іловайську | загинув внаслідок бойових дій на боці росіян                                       |
| 106 | 10.09.2023 | Ротар Олександр Іванович          | Старомайорське, Україна       | колаборант із Севастополя, будівельник | загинув під час бойових дій на боці росіян                                         |
| 107 | 11.09.2023 | Дубовий Геннадій Васильович       | Донецьк, Україна              | колаборант, пропагандист | загинув внаслідок ДТП                                                              |
| 108 | 06.10.2023 | Смольников Дмитро Юрійович        | Красногорівка, Україна        | колаборант, пропагандист | ліквідований внаслідок бойових дій на боці росіян                                  |
| 109 | 07.10.2023 | Малов Володимир Олександрович     | Нова Каховка, Україна         | секретар окупаційної влади | загинув від вибуху авто                                                            |
| 110 | 27.10.2023 | Царьов Олег Анатолійович          | Ялта, Україна                 | колаборант, пропагандист | поранений внаслідок вогнепального поранення, був у реанімації                      |
| 111 | 31.10.2023 | Мартемьянов Олександр             | Донецьк, Україна              | колаборант, пропагандист | отримав поранення внаслідок обстрілу                                               |
| 112 | 02.11.2023 | Дорофієнко Михайло Володимирович  | Микільське, Україна           | колаборант, шахтар | загинув внаслідок бойових дій на боці росіян                                       |
| 113 | 03.11.2023 | Моржаков Олексій                  | Чаплинка, Україна             | колаборант | загинув від ракетного удару                                                        |
| 114 | 03.11.2023 | Кузьміна Олена                    | Чаплинка, Україна             | колаборантка, спеціалістка відділення соціального фонду з РФ | загинула від ракетного удару                                                       |
| 115 | 03.11.2023 | Іванова Лариса                    | Чаплинка, Україна             | колаборантка, колега Кузьміної | загинула від ракетного удару                                                       |
| 116 | 08.11.2023 | Філіпоненко Михайло Юрійович      | Луганськ, Україна             | колаборант | загинув унаслідок вибуху авто                                                      |
| 117 | 09.11.2023 | Погребенко Ігор                   | Нова Каховка, Україна         | колаборант, волонтер окупаційної армії | помер від вогнепального поранення                                                  |
| 118 | 23.11.2023 | Слісаренко Олександр              | Бєлгород, РФ                  | колаборант, окупаційний чиновник | загинув від вибуху авто                                                            |
| 119 | 23.11.2023 | Величко Михайло Сергійович        | Горлівка, Україна             | колаборант, вчитель фізкультури, Президент Федерації футболу Горлівки | загинув під час бойових дій на боці росіян                                         |
| 120 | 29.11.2023 | Твердий Ігор Васильович           | Кліщіївка, Україна            | колаборант з Мелітополя | загинув під час бойових дій на боці росіян                                         |
| 121 | 06.12.2023 | Кива Ілля Володимирович           | Супонєво, РФ                  | колаборант, пропагандист | помер від вогнепального поранення                                                  |
| 122 | 06.12.2023 | Попов Олег                        | Луганськ, Україна             | колаборант, представник окупаційної влади | загинув від вибуху авто                                                            |
| 123 | 18.12.2023 | Волошин Максим Олександрович      | Мар'їнка, Україна             | колаборант, слюсар «Донбастеплоенерго» у Ясинуватій | загинув внаслідок бойових дій на боці росіян                                       |
| 124 | 21.12.2023 | Анікін Максим Олександрович       | Токмак, Україна               | представник окупаційного МНС на Херсонщині | загинув від обстрілу                                                               |
| 125 | 21.12.2023 | Павлов Сергій                     | Верхньоторецьке, Україна      | колаборант, представник окупаційної влади | відірвало ногу внаслідок удару FPV-дрону                                           |
| 126 | 21.12.2023 | Соболь Валентина                  | Токмак, Україна               | колаборантка, співробітниця окупаційної адміністрації | отримала поранення внаслідок обстрілу                                              |
|     |            |                                   |                               | |                                                                                    |
| 127 | 12.01.2024 | Горбовська Ольга Миколаївна       | Горлівка, Україна             | колаборантка, фельдшерка швидкої допомоги | загинула внаслідок атаки FPV-дрону                                                 |
| 128 | 03.02.2024 | Потелещенко Олексій Олександрович | Лисичанськ, Україна           | колаборант, представник окупаційної влади, «міністр» надзвичайних ситуацій «ЛНР» | імовірно, вбитий ракетнимударом                                                    |
| 129 | 03.02.2024 | Фірсов В'ячеслав                  | Лисичанськ, Україна           | колаборант, поліцейський т. зв. «МВС ЛНР» | імовірно, вбитий ракетнимударом                                                    |
| 130 | 03.02.2024 | Тростянський Артем                | Лисичанськ, Україна           | колаборант, представник окупаційної влади | імовірно, вбитий ракетнимударом                                                    |
| 131 | 03.02.2024 | Жушма Іван                        | Лисичанськ, Україна           | колаборант, представник окупаційної влади | імовірно, вбитий ракетнимударом                                                    |
| 132 | 06.03.2024 | Ільїна Олена                      | Бердянськ, Україна            | освітянка, колаборантка | загинула від підриву авто                                                          |
| 133 | 10.03.2024 | Цифєров Ігор Вікторович           | Докучаєвськ, Україна          | колишній співробітник СБУ, колаборант, зрадник | поранений внаслідок вибуху авто                                                    |
| 134 | 20.03.2024 | Іщук Богдан                       | Орлівка, Україна              | колаборант, інженер по рухому складу компанії «Залізні дороги Новоросії» | загинув під час бойових дій на боці російських загарбників                         |
| 135 | 01.04.2024 | Чайка Валерій Григорович          | Старобільськ, Україна         | колаборант | загинув від підриву авто                                                           |
| 136 | 11.04.2024 | Плющ Владислав                    | Роздольне, Україна            | колаборант, представник окупаційної поліції | загинув від ракетного обстрілу                                                     |
| 137 | 11.04.2024 | Гончаров Олег                     | Роздольне, Україна            | колаборант, представник окупаційної влади | поранений внаслідок ракетного обстрілу                                             |
| 138 | 12.04.2024 | Прозоров Василь Миколайович       | Москва, РФ                    | колишній співробітник СБУ, колаборант, зрадник | поранений внаслідок вибуху авто                                                    |
| 139 | 16.04.2024 | Якименко Антон                    | Якимівка, Україна             | колаборант, представник окупаційної влади | поранений внаслідок вибуху авто                                                    |
| 140 | 05.05.2024 | Ананьєвский Євген                 | Бердянськ, Україна            | колаборант, представник окупаційної влади | загинув внаслідок вибуху авто                                                      |
| 141 | 10.05.2024 | Гультяєв Герман                   | Горлівка, Україна             | колаборант, один із лідерів «русской весны» у Торецьку, племінник міського голови Торецька Володимира Сліпцова                                                                                         | ліквідований внаслідок бойових дій на боці росіян                                  |
| 142 | 02.06.2024 | Кулаковський Олександр Вікторович | Уманське, Україна             | колаборант, слюсар, оглядач вагонів у депо Ясинуватої | загинув під час бойових дій на боці росіян                                         |
| 143 | 10.06.2024 | Мацегора Геннадій Миколаєвич      | Старий Оскіл, Росія           | колаборант, колишній міський голова Куп'янська | поранений внаслідок скоєного на нього замаху                                       |
| 144 | 11.06.2024 | Беспроскурний Денис Леонідович    | Москва, Росія                 | колаборант, колишній окупаційний «начальник міліції» Краматорська у 2014 році | загинув від холодної зброї                                                         |
| 145 | 18.06.2024 | Мікужис Антон Олександрович       | Горлівка, Україна             | колаборант, пропагандист | загинув внаслідок удару FPV-дрону по знімальній групі телеканалу «НТВ»             |
| 146 | 20.06.2024 | Гагін Ян                          | Оленівка, Україна             | колаборант, представник окупаційної влади, пропагандист | поранені внаслідок атаки FPV-дрону                                                 |
| 147 | 20.06.2024 | Гришкін Денис                     | Оленівка, Україна             | заступник керівника розвитку Новосибірська | поранені внаслідок атаки FPV-дрону                                                 |
| 148 | 01.07.2024 | Рогов Денис Володимирович         | Шуми, Україна                 | колаборант, майстер електромашинного цеху локомотивного депо Дебальцевого | загинув під час бойових дій на боці росіян                                         |
| 149 | 25.07.2024 | Якимчук Євген Вікторович          | Донецьк, Україна              | колаборант, слюсар по експлуатації та ремонту газового обладнання «Донбасгаз» | загинув внаслідок артилерійського обстрілу                                         |
| 150 | 25.07.2024 | Махненко Олександр Олександрович  | Донецьк, Україна              | колаборант, водій аварійно-диспетчерської служби «Донбасгаз» | отримав поранення внаслідок артилерійського обстрілу                               |
| 151 | 02.08.2024 | Асаул Іван Миколайович            | Куп'янськ, Україна            | колаборант з Волновахи, менеджер з продажів у торгових операціях (2004—2022) | загинув внаслідок бойових дій на боці росіян                                       |
| 152 | 07.08.2024 | Суботін Кирило Володимирович      | Нью-Йорк, Україна             | колаборант з Ясинуватої, учасник незаконних бандформувань | загинув внаслідок бойових дій на боці росіян                                       |
| 153 | 12.08.2024 | Ващенков Роман Васильович         | Георгіївка, Україна           | колаборант з Авдіївки, слюсар по ремонту тепломереж у Ясинуватій | загинув внаслідок бойових дій на боці росіян                                       |
| 154 | 16.08.2024 | Ковальов Микола                   | Курська область, РФ           | медик, представник окупаційної влади на тимчасово окупованій частині Донеччини | загинули під від ракетно-артилерійського удару                                     |
| 155 | 16.08.2024 | Соколов Давид                     | Курська область, РФ           | фотограф, пропагандист, військовослужбовець, представник окупаційної влади у ОРДЛО | загинули під від ракетно-артилерійського удару                                     |
| 156 | 23.08.2024 | Богданов Олександр Анатолійович   | Красногорівка, Україна        | колаборант, заступник керівника локомотивного депо Ясинуватої | ліквідований внаслідок бойових дій на боці росіян                                  |
| 157 | 28.08.2024 | Архіпов Олександр Вікторович      | Лисівка, Україна              | колаборант, електрик | загинув у ході бойових дій на боці росіян                                          |
| 158 | 03.09.2024 | Усенко Євген                      | Сватове, Україна              | колаборант, представник окупаційної влади | загинув від підриву автівки                                                        |
| 159 | 04.09.2024 | Сівцов Юрій Володимирович         | Нова Каховка, Україна         | колаборант, директор одного з місцевих телеком-провайдерів «Рубін» | загинув від атаки безпілотника на його дім                                         |
| 160 | 22.09.2024 | Глазунов В'ячеслав                | Новоайдар, Україна            | колаборант, пожежник | загинув внаслідок детонації безпілотника                                           |
| 161 | 22.09.2024 | Руденко Сергій                    | Новоайдар, Україна            | колаборанти, пожежники | отримали осколкові поранення внаслідок детонації безпілотника                      |
| 162 | 22.09.2024 | Кулінченко Микола                 | Новоайдар, Україна            | колаборанти, пожежники | отримали осколкові поранення внаслідок детонації безпілотника                      |
| 163 | 23.09.2024 | Харлан Володимир Іванович         | Олешки, Україна               | колаборант, окупаційний керівник центральної районної лікарні | отримав поранення внаслідок скоєного на нього теракту                              |
| 164 | 24.09.2024 | Нікітенко Сергій Юрійович         | Горлівка, Україна             | колаборант, пожежник т. зв. «МНС ДНР» | убитий під час обстрілу                                                            |
| 165 | 01.10.2024 | Завізенов Костянтин Володимирович | Московська область, РФ        | колишній міністр енергетики т. зв. «ЛНР» | самогубство                                                                        |
| 166 | 02.10.2024 | Чорний Георгій Іванович           | Сімферополь, Україна          | колаборант | загинув від фізичних ушкоджень                                                     |
| 167 | 04.10.2024 | Короткий Андрій Юрійович          | Енергодар, Україна            | колаборант, «начальник фізичної охорони» ЗАЕС, керівник «міської ради» партії «Единая Россия» | загинув від підриву авто                                                           |
| 168 | 07.10.2024 | Ляшко Сергій Володимирович        | Новотроїцьке, Україна         | заступник по «громадській безпеці» при окупаційній поліції | поранений внаслідок підриву авто                                                   |
| 169 | 17.10.2024 | Невеселий Віталій                 | Сіверськодонецьк, Україна     | представник окупаційної влади, член партій «ОПЗЖ» та «Новые люди», соратник Іллі Киви | загинув внаслідок ДТП                                                              |
| 170 | 30.10.2024 | Гомонов Сергій Васильович         | Курахове, Україна             | колаборант, слюсар вагонного депо залізничної станції Донецька (1993—2022) | ліквідований внаслідок бойових дій на боці росіян                                  |
| 171 | 05.11.2024 | Молодик Володимир Іванович        | Привілля, Україна             | колаборант, представник окупаційної адміністрації | загинув внаслідок атаки БпЛА                                                       |
| 172 | 21.11.2024 | Джеломанова Ірина Михайлівна      | Горлівка, Україна             | колаборантка, представниця окупаційної влади | отримала поранення внаслідок обстрілу                                              |
| 173 | 25.11.2024 | Батура Максим Сергійович          | Новоіванівка, Росія           | колаборант, представник незаконних озброєних формувань | загинув у ході бойових дій на боці росіян                                          |
| 174 | 09.12.2024 | Євсюков Сергій Володимирович      | Донецьк, Україна              | колаборант, начальник колонії у Оленівці | загинув від підриву авто                                                           |
| 175 | 13.12.2024 | Мануйленко Євген                  | Микільське, Україна           | колаборант, представник «Російських студентських загонів» у так званій «ДНР» | загинув внаслідок ДТП                                                              |
| 176 | 17.12.2024 | Строєв Андрій Юрійович            | Горлівка, Україна             | колаборант, поліцейський т.зв. «ДНР» | загинув від обстрілу                                                               |
| 177 | 24.12.2024 | Нечет Василь                      | Бердянськ, Україна            | колаборант, голова окупаційної ради міста Бердянськ | поранений внаслідок підриву авто                                                   |
| 178 | 30.12.2024 | Борисов Василь Іванович           | Олешки, Україна               | колаборант, заступник окупаційного керівника центральної районної лікарні | загинув під час обстрілу                                                           |
| 179 | 30.12.2024 | Харлан Володимир Іванович         | Олешки, Україна               | колаборант, окупаційний керівник центральної районної лікарні | отримав поранення внаслідок обстрілу                                               |
|     |            |                                   |                               | |                                                                                    |
| 180 | 04.01.2025 | Мартемьянов Олександр             | Бетманове, Україна            | колаборант, пропагандист | загинув від атаки FPV-дрона                                                        |
| 181 | 12.01.2025 | Коландирець Юрій Олександрович    | Курахове, Україна             | окупаційний керівник «Союзу ветеранів Афганістану» на окупованій росіянами частині Херсонщини | загинув під час бойових дій на боці російських окупантів                           |
| 182 | 03.02.2025 | Саркісян Армен Нагапетович        | Москва, РФ                    | кримінальний авторитет, колаборант, засновник батальйону спецпризначення «Арбат» | загинув від вибуху                                                                 |
| 183 | 20.02.2025 | Богданов Євген Юрійович           | Бердянськ, Україна            | заступник керівника окупаційної адміністрації Бердянська | загинув від підриву автівки                                                        |
| 184 | 21.02.2025 | Васильєва Вікторія                | Донецьк, Україна              | директорка благодійного фонду «Піф» | загинула внаслідок перепалки з росіянами                                           |
| 185 | 07.03.2025 | Погуляєв Євген Ігорович           | Горлівка, Україна             | колаборант, поліцейський так званого «МВД ДНР» | загинув від атаки БпЛА                                                             |
| 186 | 24.03.2025 | Федорчак Олександр Сергійович     | Михайлівка, Україна           | колаборант, пропагандист | ліквідований внаслідок бойових дій                                                 |
| 187 | 08.04.2025 | Козодой Олег Михайлович           | Горлівка, Україна             | окупаційний керівник Горлівського лісгоспу | поранений внаслідок влучання FPV-дрону                                             |
| 188 | 18.04.2025 | Узяков Олександр Григорович       | Водяне, Україна               | колаборант | загинув внаслідок обстрілу                                                         |
| 189 | 02.05.2025 | Токарєв Сергій                    | Севастополь, Україна          | полковник внутрішньої спроби окупаційного «МВС» | вчинив самогубство під час масованого обстрілу                                     |
| 190 | 13.05.2025 | Пронько Михайло                   | Луганськ, Україна             | колаборанти, пожежники | ліквідовані внаслідок атаки українських БпЛА на Луганський асфальтний завод        |
| 191 | 13.05.2025 | Савенко Дмитро                    | Луганськ, Україна             | колаборанти, пожежники | ліквідовані внаслідок атаки українських БпЛА на Луганський асфальтний завод        |
| 192 | 21.05.2025 | Портнов Андрій Володимирович      | Мадрид, Іспанія               | колишній український проросійський політик, фігурант кримінальних проваджень щодо узурпації влади й переслідування учасників Майдану                                                                   | загинув від вогнепального поранення                                                |
| 193 | 31.05.2025 | Зикова Ірина                      | Водяне, Україна               | колаборантка, окупаційна гауляйтерка селища | поранена внаслідок замаху                                                          |
| 194 | 09.06.2025 | Нагребецький Віктор Григорович    | Тарасівка, Україна            | колаборант, керівник ВАТ «Іскра», екс-депутат міської ради від «Партії регіонів» (2006—2015) | вчинив самогубство                                                                 |
| 195 | 18.06.2025 | Грицай Михайло Павлович           | Бердянськ, Україна            | колаборант, заступник окупаційного гауляйтера з питань інфраструктури, ЖКГ та паливно-енергетичного комплексу                                                                                          | помер від вогнепального поранення                                                  |
| 196 | 22.06.2025 | Зубков Олег Олексійович           | Білогірськ, Україна           | колаборант, власника зоопарку «Тайган», пошматував власний лев | нещасний випадок                                                                   |
| 197 | 03.07.2025 | Пілавов Маноліс Васильович        | Луганськ, Україна             | голова окупаційної адміністрації міста Луганська з 2014 по 2023 роки | загинув від вибуху                                                                 |
| 198 | 13.07.2025 | Калоянов Віктор Миколайович       | Донецьк, Україна              | колаборант, «народний мер» на ТОТ Запорізької області | не встановлено                                                                     |
| 199 | 12.08.2025 | Башкатова Вікторія                | Горлівка, Україна             | фельдшерки швидкої допомоги | загинули внаслідок обстрілу                                                        |
| 200 | 12.08.2025 | Завражна Олена                    | Горлівка, Україна             | фельдшерки швидкої допомоги | загинули внаслідок обстрілу                                                        |

## Замахи на військових та окупаційних чиновників з Росії
| дата       | місце замаху               | подробиці | наслідок                |
| ---------- | -------------------------- | --- | ----------------------- |
| 14.02.2023 | Нова Каховка, Україна      | учасниками партизанського руху був підірваний автомобіль з військовослужбовцями рф та представниками спецслужб                                          | 2 загиблих, 2 поранених |
| 12.05.2023 | Мелітополь, Україна        | спроба підриву окупаційного чиновника | поранений               |
| 05.09.2023 | Луганська область, Україна | спроба підриву окупаційного чиновника, очільника окупаційної митниці на окупованих територіях Луганської області                                        | поранений               |
| 07.09.2023 | Олешки, Україна            | був підірваний автомобіль з військовослужбовцями РФ та представниками ФСБ                                                                               | загиблі та поранені     |
| 23.10.2023 | Бердянськ, Україна         | був підірваний автомобіль з офіцером ЗС РФ | 1 загиблий              |
| 11.11.2023 | Мелітополь, Україна        | відомо про вибух у штабі російських військових та щонайменше трьох ліквідованих офіцерів                                                                | загиблі та поранені     |
| 18.11.2023 | Кремінна, Україна          | відомо про вибух автомобіля із двома окупаційними посадовцями, а саме «заступником міністра МВС ЛНР» і «заступником начальника карного розшуку МВС ЛНР» | поранені                |
| 27.09.2024 | Коломна, РФ                | у місті Коломна Московської області ліквідували керівника 924-го державного центру безпілотної авіації МО РФ                                            | 1 загиблий              |
| 16.10.2024 | Меленки, РФ                | заступника командира центру підготовки ССО РФ розстріляли під Москвою                                                                                   | 1 загиблий              |
| 18.10.2024 | Луганськ, Україна          | вибухом в авто був убитий воєнний злочинець та офіцер російської окупаційної армії Пєрвуха Дмітрій Владіміровіч                                         | 1 загиблий              |
| 20.10.2024 | Супонєво, РФ               | убитий пілот бомбардувальника Ту-22М3, майор Дмітро Голєнков, причетний до обстрілу цивільних на території України                                      | 1 загиблий              |
| 13.11.2024 | Севастополь, Україна       | убитий капітан першого рангу Чорноморського флоту | 1 загиблий              |
| 17.12.2024 | Москва, РФ                 | внаслідок вибуху загинув начальник військ РХБЗ російської армії генерал-лейтенант Ігор Кіріллов та його помічник                                        | 2 загиблих              |
| 23.12.2024 | Нова Каховка, Україна      | в результаті вибуху в авто вбитий російський військовий злочинець — майор Алєксєй Корнаков                                                              | 1 загиблий              |
| 29.12.2024 | Токмацький р-н, Україна    | головне управління розвідки МО України ліквідувало начальника штабу батальйону «Шторм-Осетия»                                                           | 2 загиблих              |
| 03.01.2025 | Шуя, РФ                    | підірвали командира ракетного дивізіону ОТРК «Іскандер» причетного до масового вбивства цивільних в селі Гроза                                          | 1 загиблий              |
| 04.01.2025 | Горлівський р-н, Україна   | ліквідували працівника російського телеканалу Ізвєстія, ще кілька пропагандистів дістали поранення                                                      | 1 загиблий, поранені    |
| 23.01.2025 | Бердянськ, Україна         | заявлено про підрив в окупованому Бердянську автівки із співробітниками ФСБ                                                                             | 2 загиблих, 1 поранено  |
| 28.02.2025 | Маріуполь, Україна         | відомо про підрив автівки, заявлено про спробу ліквідації співробітника ФСБ                                                                             | 1 поранений             |
| 20.03.2025 | Скадовськ, Україна         | у Скадовську підірвали авто з російськими офіцерами | 2 загиблих              |
| 03.04.2025 | Мелітополь, Україна        | головне управління розвідки Міноборони заявило про знищення бронеавтомобіля «Тигр» з «кадировцями»                                                      | загиблі та поранені     |
| 20.05.2025 | Скадовський р-н, Україна   | на окупованій Херсонщині вибухнула машина з офіцерами російського підрозділу «Ахмат»                                                                    | 4 загиблих              |
| 02.07.2025 | АР Крим, Україна           | перший заступник командувача ЧФ РФ Ахмеров Ільдар Фердинандович ймовірно був ліквідований під час атаки ГУР МО                                          | 1 загиблий              |
| 10.07.2025 | Мелітополь, Україна        | відомо про операцію, у ході якої ліквідували 5-х росгвардійців та станцію забезпечення супутниковим зв’язком                                            | 5 загиблих              |
| 16.07.2025 | Токмак, Україна            | окупованому Токмаку ліквідували двох операторів БПЛА РФ «Скат 350М»                                                                                     | 2 загиблих              |
| 19.07.2025 | Велика Білозерка, Україна  | бійці підрозділу ГУР «Легіон «Свобода Росії» влаштували успішну засідку й знищили трьох бойовиків підрозділу «Ахмат»                                    | 3 загиблих              |
| 02.08.2025 | Мелітополь, Україна        | на околицях Мелітополя бійці підрозділу Головного управління розвідки підірвали мікроавтобус з п’ятьма кадирівцями                                      | 5 загиблих              |